# Gle Uteun Pineung
Gle Uteun Pineung är ett berg i Indonesien.   Det ligger i provinsen Aceh, i den västra delen av landet, 1 800 km nordväst om huvudstaden Jakarta. Toppen på Gle Uteun Pineung är 395 meter över havet.
Terrängen runt Gle Uteun Pineung är varierad, och sluttar söderut.Runt Gle Uteun Pineung är det ganska tätbefolkat, med 86 invånare per kvadratkilometer. I omgivningarna runt Gle Uteun Pineung växer i huvudsak städsegrön lövskog.